# D’Hundskrippln
D’Hundskrippln sind eine bayerische Rockband aus Steinsdorf im Altmühltal.

## Geschichte

### Anfänge
Die Hundskrippln wurden 2004 gegründet von Bernhard Winkler, Erwin Lintl und Alexander Schilling. Der Name ergab sich angeblich bei einem Auftritt auf einem Starkbierfest, bei dem ein Journalist den Wirt fragte, wer denn dort auf der Bühne stehe. Die drei Musiker hatten zu diesem Zeitpunkt noch keinen Namen, der Wirt haber geantwortet „Das sind halt die Hundskrippln aus dem Dorf“. Die Bezeichnung „Hundskrippl“ steht im Alpenraum für einen gerissenen oder gemeinen Jungen, etwa wie „Lausbub“ oder „Rotzlöffel“.
2009 stiegen mit Franz Eichhammer, Christian Winkler und Andreas Semmler drei junge Musiker in die Band ein, die weiterhin auf lokalen Festen mit Oldies, volkstümlicher Musik und vielen Mitmachparts für Stimmung sorgte.

### Zweite Generation
Nach dem Ausstieg der drei „Oidn Hundskrippln“ und dem großen Abschlusskonzert, dem Hundskrippl-Fest am 29. Juni 2012 in Steinsdorf, startete die Band in ihr nächstes Kapitel. Mit Sänger Michael Hecker und Schlagzeuger Christian „Ede“ Besel komplettierte die Band ihre Besetzung als variable Stimmungsband. In den folgenden Jahren machte sich die Band auf Bällen, Hochzeiten und in Tanzhäusern einen Namen und spielte anschließend in zahlreichen Bierzelten, vorrangig im süddeutschen Raum.
Mit Gloana Bauer wurde die Band über Nacht in ganz Bayern bekannt und im Nachgang von Electrola (Universal Music) unter Vertrag genommen. Ihr Debüt-Album Lederhosn Amore chartete direkt.

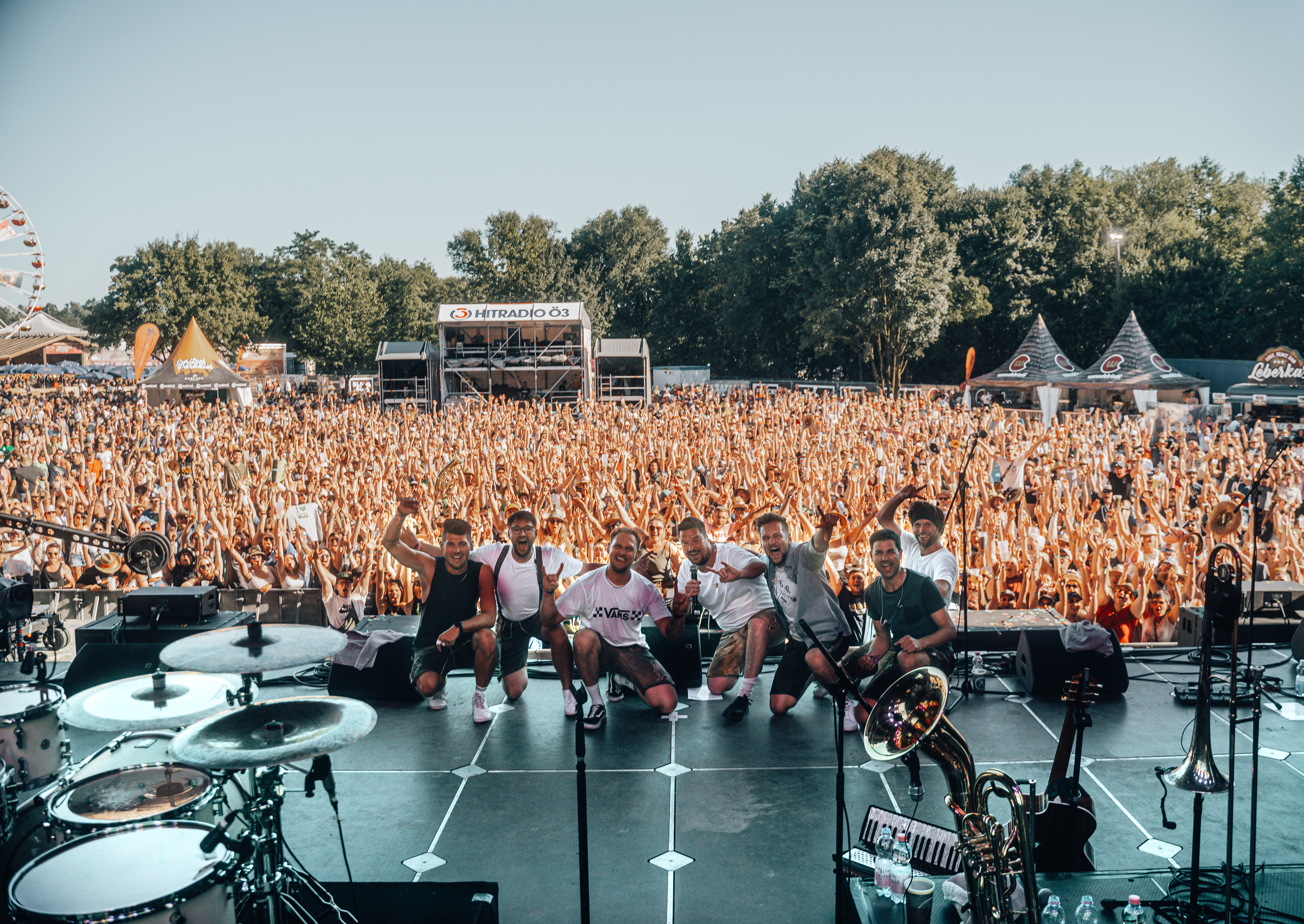
Woodstock der Blasmusik 2022

Mit dem zweiten Album Schwungscheim etablierten die Hundskrippln sich weiter als Mundart-Band, die mit eigenen Songs durch die Lande tourt, unter anderem auf dem Woodstock der Blasmusik. Live werden die fünf Musiker ergänzt von zwei Posaunisten. Neben Festivals und Konzerten spielte die Band 2021 und 2022 jeweils eine Wirtshaustour. Im Jahr 2023 hatte die Band unter anderem Auftritte auf der Hauptbühne des Brass Wiesn Festival und in der Oktoberfest-Ausgabe im ZDF-Fernsehgarten, 2024 beim Brass Palmas Festival in Kroatien. Ende 2024 erschien nach mehreren Singles das dritte Album Summa Summarum zur „Stammtischtour“. 2025 folgte die „Summa Summarum Tour“ mit mehreren Festivalauftritten wie beim Woodstock der Blasmusik, dem Tollwood-Festival oder dem Burning Brass Festival.

## Stil
Neben den klassischen Rockinstrumenten Schlagzeug, Bass und Gitarre haben die fünf Jungs aus dem Schambachtal auch ein Akkordeon, ein Tenorhorn, eine Posaune und eine Tuba im Aufgebot. Die Musikrichtung entwickelte sich mittlerweile zum unverwechselbaren Hundskrippln-Sound „Rock'n'Blow“, der nur schwer in eine Schublade zu stecken ist. Die Texte in Mundart, die Musik rockig, flankiert von alpenländischen Klängen, das macht den Stil der Hundskrippln aus.

## Veröffentlichungen

### Singles
Gloana Bauer (2015)
In ihrem bajuwarisch geprägten Rockstil hatten die Hundskrippln mit einem Cover des 90er-Jahre-One-Hit-Wonders Teenage Dirtbag der US-amerikanischen Pop-Rock-Band Wheatus ihren bislang größten Hit. In ihrer Version heißt das Stück Gloana Bauer. Der Song hat auf YouTube über 23 Mio. Klicks und über 10 Mio. Streams auf Spotify. Bayern 3 hatte den Song monatelang im Programm. Auf dem Oktoberfest avancierte der Song zu einem der Wiesenhits 2016. Gloana Bauer ist die einzige offiziell genehmigte Bearbeitung von Teenage Dirtbag.
Ja oder Na (2018)
Ja oder Na war die erste Single mit komplett eigener Musik und Text. Die Produktion von Electrola (Universal Music Group) wurde in der Ingolstädter Gaststätte „Rosengasse 2“ gedreht. Erstmals wurde eine professionelle Schauspielerin für ein Musikvideo engagiert. Die zweite Hauptrolle als hin- und hergerissener Junggeselle spielte Sänger Michael Hecker. Der Song wurde im Nachgang von Voxxclub gecovert.
Lederhosn Amore (2018)
Das Lied basiert auf der Melodie des 1977er Eurovision-Song-Contest-Hits Swiss Lady der Schweizer Pepe Lienhardt-Band. Im Video durchläuft der Zuschauer drei Generationen der Hundskrippln, wobei  die erste von Kindern, die zweite und dritte von den Musikern selbst gespielt werden. Die Kinder in dem in Mindelstetten gedrehten Musikvideo wurden gecastet. Hierbei wurde Wert auf optische Ähnlichkeit zu den Musikern gelegt.
Konnst du mi hern (2019)
Die erste Ballade der Hundskrippln war gleichzeitig die erste Single mit dem neuen Frontmann und Songwriter Manuel Peisker. Ungewohnt ernst und tiefgründig zeigten sie sich von einer neuen Seite, ohne Lederhosen und erwachsener. Im in Hagenhill und Altmannstein gefilmten Video werden Tod und Trauer thematisiert. Bei der Trauergesellschaft im Video handelt es sich vorrangig um Verwandte und Bekannte der Band.
As letzte Wirtshaus (2020)
Mehrere bayernweit bekannte Künstler haben beim Video zur Single As letzte Wirtshaus mitgespielt, unter anderem Da Bobbe, Norbert Neugirg von der Altneihauser Feierwehrkapell’n, Bäff, Wirtshausfranz und Daniel Neuner. Das Video wurde im Landgasthof Braun in Imbath gedreht und war gleichzeitig die erste vollständige Eigenproduktion (Drehbuch, Regie, Film und Produktion). Die Band hat im Video erstmals keine Hauptrolle, lediglich am Ende des Videos sind sie in einer kurzen Szene als unerwünschte Besucher des Wirtshauses zu sehen.
I fang Feier (2020)
Hauptbestandteil des Videos zu I fang Feier ist die Vorbereitung von Sebastian Bortenhauser aus Mindelstetten auf den Ironman in Klagenfurt. Zum Ende des Videos werden original Bilder des realen Zieleinlaufs von Sebastian Bortenhauser gezeigt. In den Zwischensequenzen ist eine Live-Performance der Band vor einem brennenden Feuer zu sehen.
Bayrischer Wald (2021)
Bayrischer Wald ist ein Cover des Songs Teenagers der US-amerikanischen Rockband My Chemical Romance. Drehort waren die „Pirker Alm“ der Zimmerei Pirker in Pförring und der Kreuzberg bei Altmannstein. Sänger Manuel Peisker überzeugte in der Rolle des „Dancing Grandpa“, für die ihn Maskenbildnerin Maria Fürnrieder mindestens 30 Jahre älter schminkte. Nachdem das Label von My Chemical Romance keine Genehmigung erteilte, musste das Video nach ca. einem Monat und über 500.000 Klicks aus YouTube entfernt werden.
Amerika (2022)
Für das Musikvideo zu Amerika arbeitete die Band mit einer Abschlussklasse der JSM-Realschule Riedenburg zusammen. Gedreht wurde das Video in einem Dorfstadl in Ingolstadt, der Donaukurier titelte passend „Unterbrunnenreuth meets America“.
Luftballon (2023)
Das Video zu Luftballon entstand auf einem Spielplatz in Mindelstetten. Die meisten Szenen entstanden spontan am Drehtag. Mitgeschrieben, produziert und gemischt wurde der Song von Patrick De Benedetto-Freisinger, dem Schlagzeuger der österreichischen Pop-Band Alle Achtung.
Der Song den jeder kennt (2023)
Aufgrund der neuen Ska-Elemente wurde der Song in die offizielle Spotify Playlist Ska around the Globe aufgenommen.
Lebenslang (2023)
Anlässlich der Platin-Auszeichnung seines Songs Lebenslang veröffentlichte der bayerische Schlagerrapper Tream im September 2023 eine Remix EP mit sieben neuen Versionen des Songs. D‘Hundskrippln waren darauf mit einem Remake des Songs vertreten, das die Band zusammen mit ihrem Produzenten Patrick De Benedetto-Freisinger neu arrangiert und aufgenommen hat und für das Tream seine Vocals nochmal neu auf bayerisch eingesungen hat. Das Video, in dem die Band mit Freunden und Bekannten feiert, entstand im Haisl Stockau bei Mindelstetten. Der Song erzielte in den ersten drei Tagen über 100.000 Streams auf Spotify.
Stiflers Mam (2023)
Die vierte Single innerhalb eines Jahres entstand wie auch Luftballon und Der Song den jeder kennt auf einem von der Band veranstalteten Songwritingcamp im Februar 2023. Der Text spielt an auf die Filmreihe American Pie, das entsprechende Musikvideo wurde in einer Schulturnhalle in Riedenburg gedreht. Regie führte erstmals Sänger und Co-Songwriter Manuel Peisker.
Kine (2024)
Im April 2024 erschien nach Der Song den jeder kennt die zweite Single mit deutlichen Ska-Einflüssen. Für den Social Media Content deckte sich die Band mit Theaterkostümen ein und performte vor der Burg in Altmannstein.
10 vo 10 (2024)
Die zweite Single des Jahres 2024 heißt 10 vo 10, einer der rockigsten Songs der Bands bislang. Das charakteristische Posaunensolo stammt von Live-Posaunist Benjamin Jung. Das Video zeigt eine Live-Performance des Songs.
Großer Bauer (2024)
Im Musikvideo zur ersten Reggae-Nummer der Band finden Fans zahlreiche Easter Eggs und Parallelen zu seinem Vorgänger Gloana Bauer, wie etwa eine Flasche, die Hauptdarsteller Matthias Riegler im ersten Video als Gloana Bauer achtlos in ein Feld wirft und im zweiten als Großer Bauer wieder einsammelt.
I hob di gern (2024)
Zum Jahresende 2024 veröffentlichte die Band eine gefühlvoll mit Gitarre, Posaune, Akkordeon und Geige arrangierte Akustik-Ballade.
Rausch vom Leben (2025)
Der mitreißende Sommersong im Stil von Luftballon war die nächste Single-Auskopplung aus dem Album Summa Summarum.

### Alben
Lederhosn Amore (2018)
Das Debüt-Album schaffte es auf Platz 61 der Deutschen Albumcharts und enthält die Hits Gloana Bauer und Lederhosn Amore. Das Album wurde im Tonstudio „Magic Mango Music“ in Zandt aufgenommen.
Schwungscheim (2022)
Das zweite Album der Band wurde im Studio „Die Fleischerei“ in Wiener Neustadt des Produzenten Erwin Bader, der auch Pizzera und Jaus produziert hat, aufgenommen.
Summa Summarum (2024)
Album Nummer 3 wurde bei PDBF Records in Graz und Mindelstetten aufgenommen und von Patrick De Benedetto-Freisinger produziert und gemischt. Gemastert hat das Album Ludwig Maier.

## Belege
1. ↑  Stabübergabe bei den Hundskrippln. Abgerufen am 7. September 2022.
2. ↑  Offizielle Deutsche Charts - Offizielle Deutsche Charts. Abgerufen am 7. September 2022.
3. ↑  D'Hundskrippln - Luftballon (Live im ZDF Fernsehgarten). Abgerufen am 26. Oktober 2023 (deutsch).
4. ↑  D’Hundskrippln aus Steinsdorf veröffentlichen ein neues Album – Mit dabei: „Großer Bauer“. 9. November 2024, abgerufen am 4. Januar 2025.
5. ↑  D'Hundskrippln - Gloana Bauer (Teenage Dirtbag) ft. Riegler Hias. Abgerufen am 7. September 2022.
6. ↑  Gloana Bauer - Teenage Dirtbag. 6. April 2018, abgerufen am 4. Januar 2025.
7. ↑  Was du noch nicht über den "Gloana Bauer" wusstest. Abgerufen am 7. September 2022.
8. ↑  GfK Entertainment - Wiesn-Hit 2016: "Hulapalu" auch bei den Bayern-Downloads top. Abgerufen am 7. September 2022.
9. ↑  Auf dem Weg zum Bierzeltpunk. Abgerufen am 28. November 2022.
10. ↑  Gefeiertes Spitzbuam-Video über die liebe Lederhosn. Abgerufen am 28. November 2022.
11. ↑  Emotional wie nie zuvor. Abgerufen am 28. November 2022.
12. ↑  Eine Hymne an das Beisammensein. Donaukurier, 17. April 2020, abgerufen am 10. August 2024
13. ↑  Party-Kracher „Bayrischer Wald“: „Hatten Angst, dass er negativ aufgefasst wird“. Da Hog’n - Onlinemagazin ausm Woid, 17. Mai 2021, abgerufen am 8. August 2024
14. ↑  Unterbrunnenreuth meets America. Donaukurier,  1. Januar 2021
15. ↑  Ska Around The Globe. Abgerufen am 17. September 2023.
16. ↑  D’Hundskrippln drehen Musikvideo mit gefeiertem Schlagerrapper Tream. Abgerufen am 17. September 2023.
17. ↑  Instagram-Post zu 100.000 Streams für Lebenslang. Abgerufen am 6. November 2023.